# Cicero (Illinois)

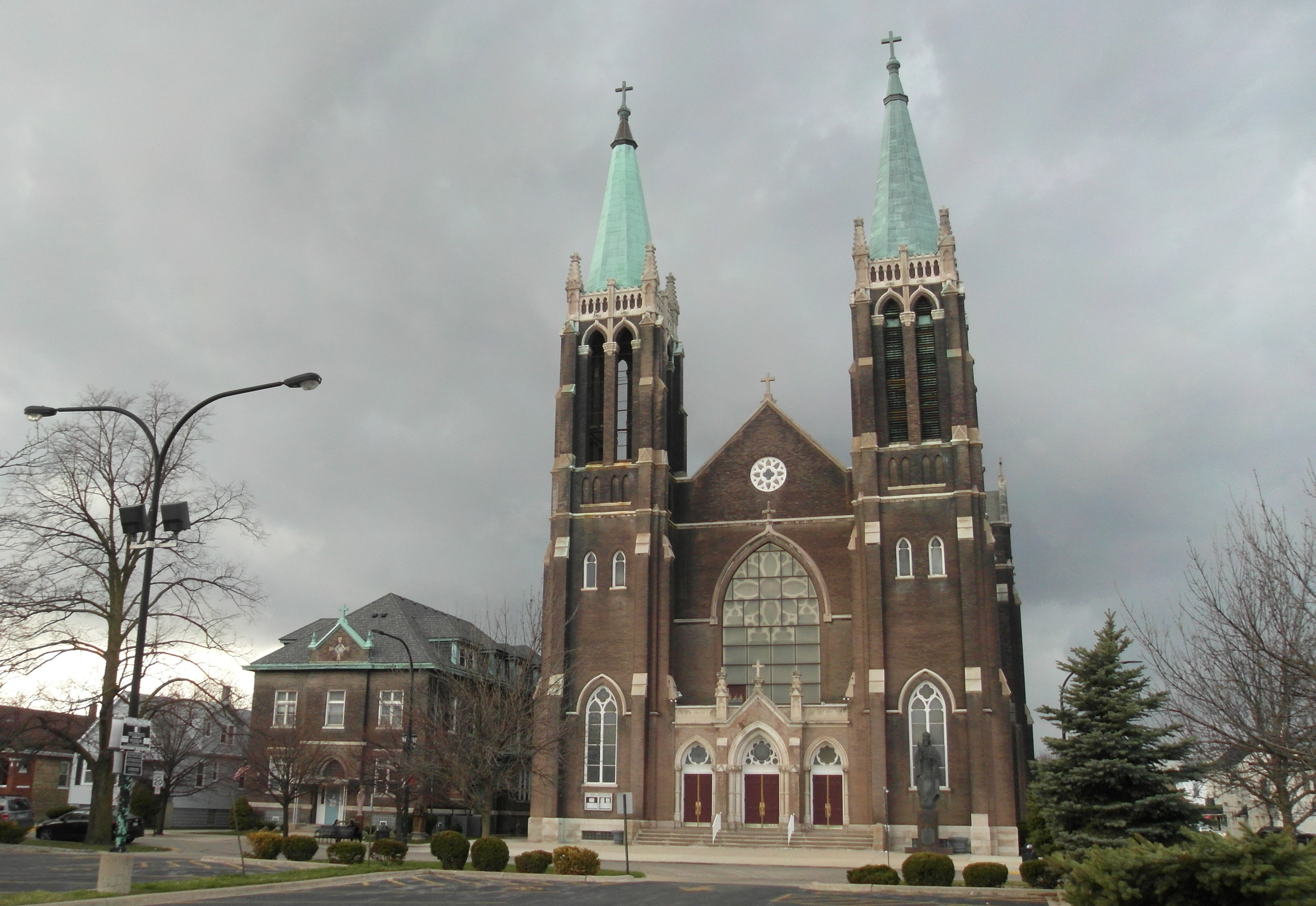
Zabytkowy, polski Kościół Matki Boskiej Częstochowskiej w Cicero

Cicero – miasto w Stanach Zjednoczonych, w stanie Illinois, w hrabstwie Cook. Z populacją 81 tys. mieszkańców, jest 11. co do wielkości miastem stanu. Jest częścią aglomeracji Chicago i znajduje się w bezpośrednim sąsiedztwie zachodniej części miasta Chicago. 
Ponieważ 88% jego mieszkańców to Latynosi, jest najbardziej latynoskim miastem w stanie Illinois. 
W mieście rozwinął się przemysł mięsny oraz odzieżowy. Na początku XX wieku zakład Western Electric zatrudniał ponad 20 tys. osób, przy produkcji sprzętu telefonicznego.